# St. Charles, Illinois
St. Charles är en stad (city) i DuPage County, och  Kane County, i delstaten Illinois, USA. Enligt United States Census Bureau har staden en folkmängd på 33 286 invånare (2011) och en landarea på 37,8 km².